# Elias Grebenitz

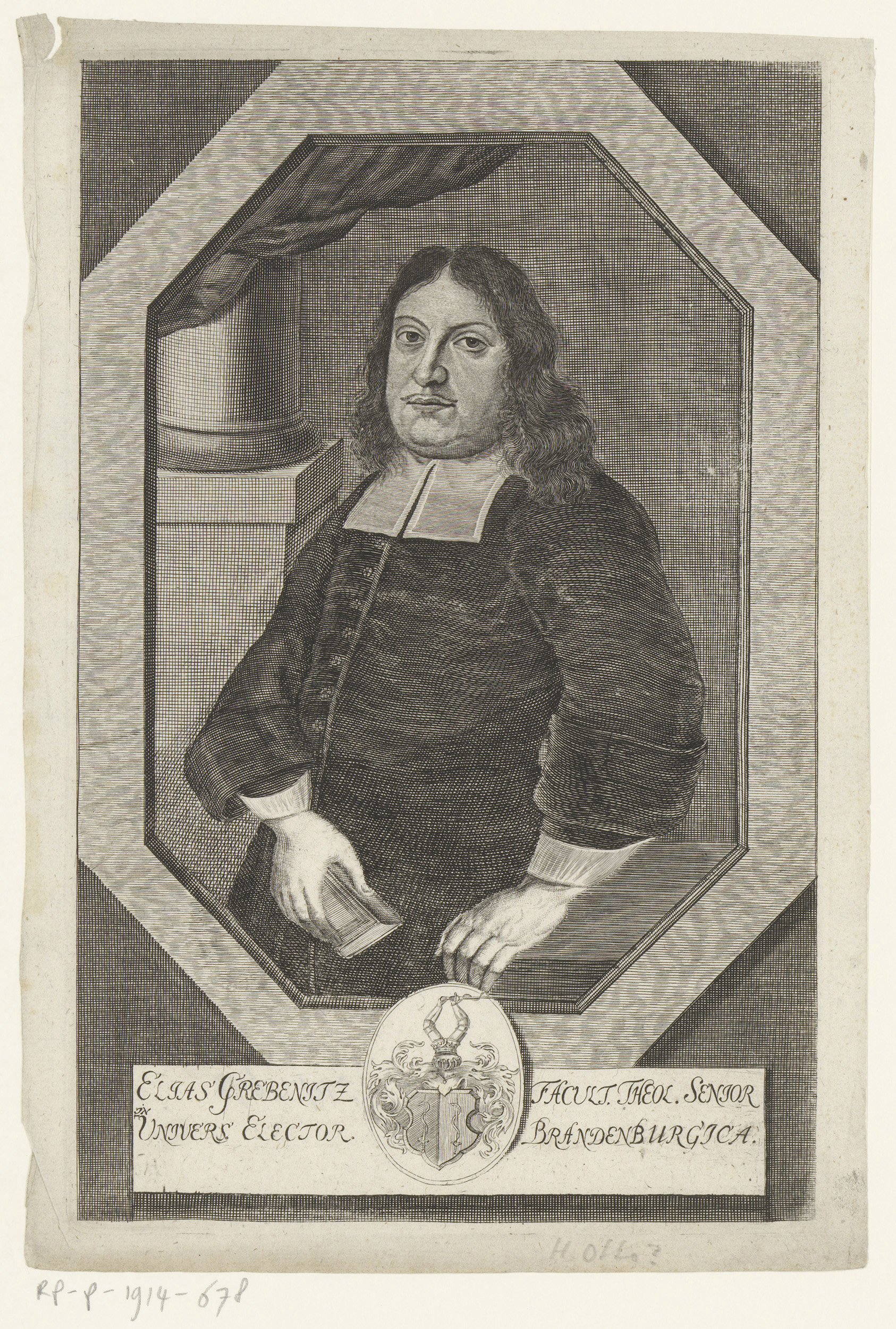
Elias Grebenitz, Stich von Heinrich Jakob Otto

Elias Grebenitz (auch Grebnitz und Grebenicius; * 15. Mai 1627 in Hanseberg bei Königsberg in der Neumark; † 31. Dezember 1689 in Frankfurt (Oder)) war ein deutscher evangelischer Theologe und Autor religiöser Werke.

## Leben
Elias Grebenitz entstammte einer adligen Familie, die sich im Herzogtum Mecklenburg angesiedelt hatte. Sein Urgroßvater Christoph Grebenitz hatte nach Einführung der Reformation das evangelische Bekenntnis angenommen, auf seinen Adelstitel verzichtet und eine geistliche Laufbahn eingeschlagen. Christophs Nachfahren widmeten sich auch einer theologischen Karriere. So wurde sein gleichfalls Christoph Grebenitz (der Jüngere) genannter Nachkomme reformierter Pfarrer in Hanseberg und heiratete Gertrut, geb. Strutz, aus welcher Ehe Elias Grebenitz geboren wurde. Dieser wuchs zur Zeit des Dreißigjährigen Kriegs auf und konnte aufgrund der dadurch bewirkten schwierigen Verhältnisse zunächst nur zwei Jahre in Wriezen zur Schule gehen. Ab 1645 besuchte er das Gymnasium zum Grauen Kloster in Berlin, wo er ab 1646 den Rektor Adam Spengler zum Lehrer hatte. Der Unterrichtsschwerpunkt konzentrierte sich hier in der Prima auf Logik, Metaphysik, Ethik und Politikwissenschaft.
1648 begann Grebenitz ein vierjähriges Studium an der – Viadrina genannten – Universität von Frankfurt/Oder, in die er sich schon 1645 immatrikuliert hatte. Zwecks seiner pekuniären Absicherung war er damals auch als Hauslehrer tätig. Zu seinen Schülern gehörte u. a. der spätere Generalfeldmarschall Hans Adam von Schöning. Als Hofmeister fungierte er damals auch bei der Familie von Leschbrand. Im April 1652 erlangte er an der Universität Wittenberg die Magisterwürde. Er war vom lutherischen Bekenntnis zum reformierten Glauben konvertiert und erhielt daher leichter, bereits 1653, ein Lehramt an der calvinistisch geprägten Universität Frankfurt/Oder. Kurfürst Friedrich Wilhelm von Brandenburg ernannte ihn im November 1654 zum außerordentlichen Professor für Metaphysik. 1655 wurde Grebenitz ordentlicher Professor für Logik und Metaphysik. Dreimal übte er auch das Amt des Dekans der philosophischen Fakultät der Universität aus.
Durch seine Abhandlungen über Metaphysik, Logik und Politik verschaffte sich Grebenitz einen bedeutenden Ruf. Daher wurde ihm 1661 das Rektorat des Gymnasiums in Zerbst angeboten. Aufgrund eines Erlasses von Kurfürst Friedrich Wilhelm durfte er diese Stelle nicht antreten, erhielt aber zum Ausgleich im August 1661 eine Professur der Theologie an der Frankfurter Hochschule, die er bis zu seinem Tod innehatte. Am 29. September 1662 erlangte er den Grad eines Doktors der Theologie und wurde gleichzeitig zum Rektor der Viadrina gewählt. Später amtierte er noch vier weitere Male, zuletzt 1685, als Rektor der Universität. Am gleichen Tag, an dem er die theologische Doktorwürde erreichte, heiratete er Emerentia, Tochter des brandenburgischen Amtsrats Hermann Lange. Er bekam mit seiner Gattin zwei Söhne und acht Töchter, von denen ihn fünf überlebten.
Mehrere unter Grebenitz’ Vorsitz als Theologieprofessor verteidigte Disputationen und Dissertationen sind erhalten. Erwähnenswert ist unter seinen theologischen Werken sein Unterricht von den reformierten und lutherischen Kirchen (Frankfurt an der Oder 1678; 4. Auflage 1701). In dieser Schrift polemisierte er gegen die Verwendung der chinesischen Schrift, da diese eine Bilderschrift sei und daher bei der Anführung des Namen Gottes ein Gebot der Reformierten übertrete. Im Zusammenhang mit dieser Polemik stand Grebenitz’ Disput mit dem Propst und Orientalisten Andreas Müller, der damals als bedeutender Sinologe viel zur Kenntnis des Chinesischen in Norddeutschland beitrug. Müller arbeitete an einem Werk (Clavis Sinica), das als „chinesischer Schlüssel“ ein schnelles Erlernen der chinesischen Schrift ermöglichen sollte. Aus Geldmangel konnte er dieses Werk aber nicht rasch erarbeiten und geriet darüber auch in einen Gelehrtenstreit mit Grebenitz, der seinem Widersacher Ungelehrtheit vorwarf und ihn sogar der Majestätsbeleidigung und Gotteslästerung zieh. Nach Müllers Meinung intrigierte Grebenitz gegen ihn am Hof des brandenburgischen Kurfürsten und behinderte nach Kräften die Realisierung seines „chinesischen Schlüssels“. Ferner trug Grebenitz u. a. einen gelehrten Konflikt mit dem Superintendenten von Gardelegen, Friedrich Gesenius, über die religiösen Zwistigkeiten zwischen den beiden protestantischen Kirchen aus.
In seinen letzten Lebensjahren bekleidete Grebenitz die Würde eines Seniors der theologischen Fakultät der Universität Frankfurt an der Oder. Am 31. Dezember 1689 starb er im Alter von 62 Jahren an einem heftigen asthmatischen Anfall. Gottfried Hartmann, der eine wichtige Informationsquelle für die von Grebenitz hinterlassenen Schriften darstellt, hielt am 12. Januar 1690 die Leichenpredigt auf den Verstorbenen. Mehrere Universitätskollegen verfassten auch Trauergedichte auf Grebenitz.